# Steven Kruijswijk
Steven Kruijswijk (født 7. juni 1987 i Nuenen) er en hollandsk cykelrytter, som siden 2010 har kørt for det hollandske World Tour-hold, Rabobank, det nuværende Team Visma-Lease a Bike. Kruijswijk blev professionel på Rabobank for 2010-sæsonen.

## Karriere

### 2010
Kruijswijk blev hentet op fra Rabobank CT til de professionelles rækker for 2010-sæsonen. Som neo-pro viste han et stort potentiale, og opnåede en 18. plads samlet i Giro d'Italia og 3. plads på 17. etape. Han opnåede også en 13. plads i Tour of Murcia og en 8. plads i Vuelta a Burgos. Et styrt i Tour of Emilia gjorde at Kruijswijk fik en ufrivillig afslutning på sæsonen.

### 2011
I 2011 kørte Kruijswijk igen Giroen, og han opnåede en 9. plads samlet. Han kæmpede længe om ungdomstrøjen, men det blev til slut en andenplads i konkurrencen efter Roman Kreuziger. Under Tour de Suisse nogle uger senere tog han sin første professionelle sejr da han vandt 6. etape.